# Чемпіонат СРСР з класичної боротьби 1938
9-й чемпіонат СРСР з класичної боротьби 1938 року проходив у трьох містах: Севастополі з 24 по 26 листопада, в Баку з 1 по 3 грудня, в Ленінграді з 6 по 8 грудня. До цього першість проходила в одному місці. За рішенням Всесоюзного комітету у справах фізичної культури і спорту були проведені змагання у: Ленінграді (найлегша, легка і напівсередня вага), Баку (напівважка і важка вага) і Севастополі (напівлегка і середня вага).

## Медалісти
| Вагові категорії | Золото                           | Срібло                               | Бронза                      |
| ---------------- | -------------------------------- | ------------------------------------ | --------------------------- |
| Найлегша         | Арташес Карапетян (Баку)         | Микола Раков (Ленінград)             | Сергій Спиридонов (Харків)  |
| Легша            | Борис Люляков (Москва)           | Михайло Климачов (Ростов-на-Дону)    | Олександр Рибаков (Москва)  |
| Напівлегка       | Арменак Ялтирян (Харків)         | Епифан Тарасов (Ленінград)           | Микола Баскаков (Москва)    |
| Легка            | Леонід Єгоров (Москва)           | Валентин Трубчанінов (Ленінград)     | С. Пасечніков (Москва)      |
| Напівсередня     | Григшорій Воронін (Київ)         | Ф. Федосов (Баку)                    | Олексій Захарович (Москва)  |
| Середня          | Григорій Пильнов (Москва)        | Луспарон Хантимерян (Ростов-на-Дону) | Василь Бровченко (Москва)   |
| Напівважка       | Костянтин Дерич (Ростов-на-Дону) | Іван Плясуля (Єреван)                | Варгашак Мачкалян (Тбілісі) |
| Важка            | Арон Ганжа (Київ)                | Олександр Сенаторов (Москва)         | М. Наков (Орджонікідзе)     |